# Pârghie
Pârghia este o bară rigidă care se poate roti în jurul unui punct fix numit punct de sprijin și asupra căreia acționează trei forțe: forța care trebuie învinsă, numită forță rezistentă, forța cu ajutorul căreia este învinsă forța rezistentă, numită forță activă și reacțiunea din punctul de sprijin. Deoarece punctul de sprijin este fix, reacțiunea din el nu efectuează lucru mecanic, ca urmare deplasările sunt doar cele ale punctelor de aplicație ale forțelor rezistentă și activă. Pârghia servește la amplificarea forței, sau a deplasării.
O pârghie ideală (fără forță de frecare) este în condiție de echilibru atunci când momentul forței active (față de punctul de sprijin) este egal și de sens opus cu momentul forței rezistente.
MF=MR
F•bF=R•bR
Brațul forței reprezintă lungimea perpendicularei dusă din punctul de sprijin (polul de rotație) pe dreapta suport a forței.
Raportul forțelor este egal cu raportul invers al brațelor, dacă pârghia este în echilibru.
|                                                                                                 |
|                                                                                                 |
|                                                                                                 |
| Cele trei tipuri de pârghii (cu roșu este marcată forța activă, iar cu albastru cea rezistentă) |

## Tipuri de pârghii
- de ordinul l : punctul de sprijin se află între punctele de aplicație ale celor două forțe. Exemple: levierul, foarfecele, balansoarul, brațul balanței, cleștele de spart nuci.
- de ordinul II : punctul de aplicație al forței rezistente se află între punctul de sprijin și punctul de aplicație al forței active. Exemple: roaba, pedala de frână.
- de ordinul III : punctul de aplicație al forței active este situat între cel al forței rezistente și punctul de sprijin. Exemple: brațul uman.